# ロベルト・ジュリ
ロベルト・ジュリ（Robert Žulj、1992年2月5日 - ）は、オーストリア・ヴェルス出身のサッカー選手。LASKリンツ所属。ポジションはMF。

## 経歴

### クラブ
SVリートでプロキャリアをスタート。2014年冬のマーケットでレッドブル・ザルツブルクに移籍したが、在籍僅か半年でSpVggグロイター・フュルトに移籍。
2017年6月、フュルトとの契約更新を拒否したと報じられた。それから数日後、TSG1899ホッフェンハイムへの移籍が発表された。
2018年8月22日、1.FCウニオン・ベルリンへ2019年6月まで移籍付き移籍をした。
2021年7月2日、アル・イテハド・カルバへの移籍が決定した。

### 代表
ユース年代のオーストリア代表歴がある。2011年には2011 FIFA U-20ワールドカップに参加した。

## 人物
クロアチアにルーツを持つ。実弟のペテル・ジュリもサッカー選手。

## タイトル
レッドブル・ザルツブルク
- オーストリア・ブンデスリーガ: 2013–14
- オーストリア・カップ: 2013–14

ボーフム
- 2. ブンデスリーガ: 2020-21